# Saint-Lupien
Saint-Lupien é uma comuna francesa na região administrativa de Grande Leste, no departamento de Aube. Estende-se por uma área de 22,92 km². Em 2010 a comuna tinha 237 habitantes (densidade: 10,3 hab./km²).